# Fremersdorf

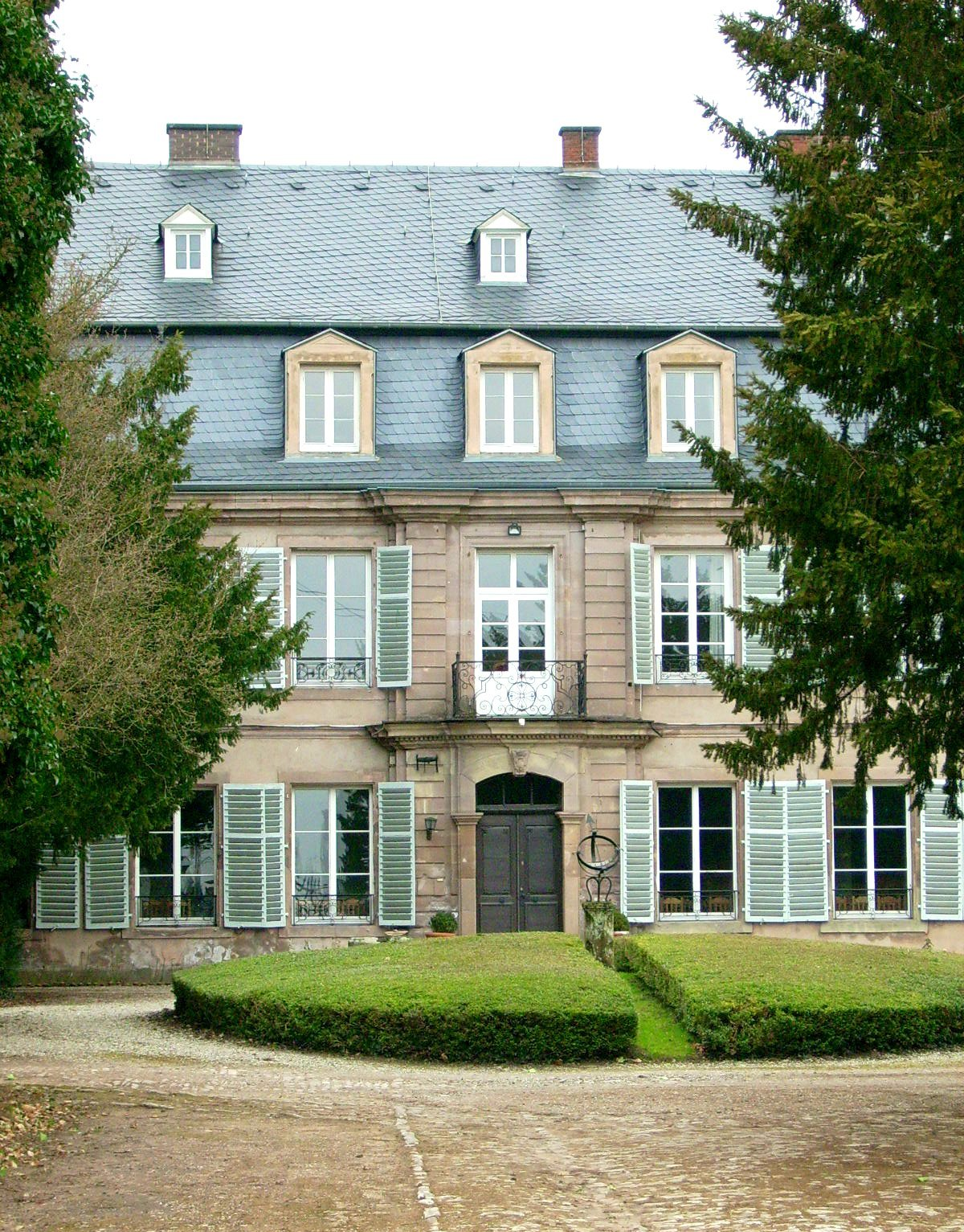
Fremersdorfer Schloss

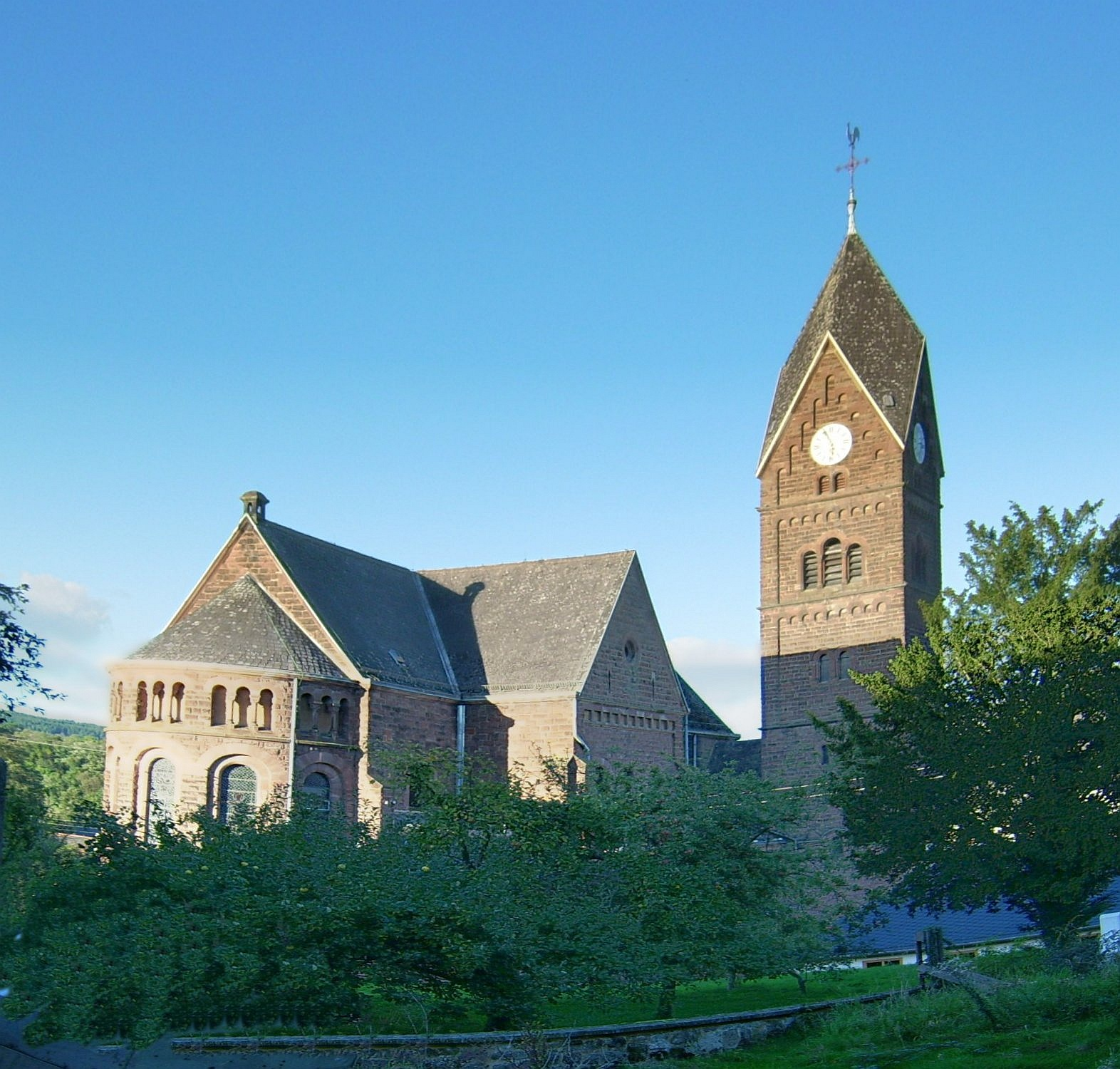
Pfarrkirche St. Mauritius

Fremersdorf (Saarländisch Fremersdroff, Freemerschdorf) ist ein Ortsteil und ein Gemeindebezirk der Gemeinde Rehlingen-Siersburg im Landkreis Saarlouis (Saarland).

## Geschichte
Wie Funde bezeugen, war die Gegend um Fremersdorf keltisches und römisches Siedlungsgebiet. Von Trier aus führte eine Römerstraße, wenn auch keine große Heerstraße, nach Contiomagus. Nach Band 31 der Wallerfanger Geschichte von Theodor Liebertz verlief der Weg bei Fremersdorf am halben Hang, stieg dann langsam an und führte nach
Eimersdorf. An dieser Straße oder in ihrer Nähe befanden sich mehrere Siedlungs- und Grabstellen. Hier führte die Straße am Galgenberg an einer Villa rustica mit Wirtschaftsgebäuden vorbei. Die Villa war mit allem Komfort der damaligen Zeit ausgestattet: Mosaikböden, Wasserleitung, Bäder und Fußbodenheizung.
Den Römern folgten im 5.–8. Jahrhundert die Franken, an Nied, Saar und Mosel die Moselfranken. Nach fränkischer Siedlungsweise entstanden ihre Siedlungen in Talauen und an fließenden Gewässern. Die hiesige Siedlung soll aus dem Hof des Franken Frimo/Fridumar -Frimosdorf- entstanden sein. Im Laufe der Zeit erfuhr der Ortsname mehrfache Veränderungen:
- Frummerstorf
- Frimmerstorf
- Frymersdorf
- Fremmerstorff
- Fremestroff
- Fremmersdorf
- Fremersdorf.

In einer Lehnsurkunde aus dem Jahre 1430 wurde Fremersdorf als Dorf aufgeführt. Hesse von Esch wurde darin von dem Grafen Johann von Saarbrücken mit dem „Dorf Frimmersdorf uff der Saar gelegen“ belehnt.
Durch die Bestimmungen im Friede von Vincennes kam Fremersdorf 1661 zu Frankreich und wurde 1723/24 französische Zollstation.
Bis Ende 1973 war Fremersdorf eine amtsangehörende eigenständige Gemeinde. Im Zuge der Gebiets- und Verwaltungsreform wurde die bis dahin eigenständige Gemeinde Fremersdorf am 1. Januar 1974 ein Ortsteil der Gemeinde Rehlingen, die später in Rehlingen-Siersburg umbenannt wurde.

## Kultur und Sehenswürdigkeiten

### Bauwerke
Sehenswert ist das 1622 errichtete Fremersdorfer Schloss am Fährweg, das aus einem Hauptgebäude mit Seitenflügel besteht. Zur Schlossanlage gehören auch noch Wirtschaftsgebäude, ein Schlosspark, eine Einfriedung sowie Mauerzüge vom Vorgängerbau. Die der heiligen Maria Magdalena geweihte Schlosskapelle aus dem Jahr 1629 wurde während der Französischen Revolution zerstört und 1797 abgerissen. 1797 wurde das obere Schloss abgerissen und an gleicher Stelle ein neues zweistöckiges Gebäude mit Mansarddach errichtet.
Ebenfalls sehenswert ist die südlich des Schlosses an der Herrenstraße gelegene katholische Pfarrkirche St. Mauritius, die in den Jahren 1911/12 nach Plänen des Architekten Wilhelm Hector erbaut wurde.
Sowohl das Schloss als auch die Pfarrkirche sind in der Denkmalliste des Saarlandes als Einzeldenkmale aufgeführt. Ebenso ein Bauernhaus von 1756 in der Brotstraße und das Halfenhaus aus dem 18. Jahrhundert in der Herrenstraße.

## Verkehr
Fremersdorf besitzt einen Haltepunkt an der Saarstrecke, dieser liegt am gegenüberliegenden Saarufer auf dem Gebiet der Stadt Merzig und ist vom Fremersdorfer Ortskern aus über eine Fußgängerbrücke zu erreichen. Dort verkehren stündlich (im Berufsverkehr teilweise auch öfter) Regionalbahnen in Richtung Trier (über Merzig und Saarburg), sowie nach Homburg via Dillingen/Saar, Saarlouis, Völklingen und Saarbrücken.